# Feilong
Feilong (フェイロン, Feiron), - chinois traditionnel : 飛龍, est un personnage de la série Street Fighter. Il fait sa première apparition en 1993 dans Super Street Fighter II: The New Challengers, faisant partie de l'un des quatre nouveaux personnages introduits dans le jeu. Feilong est un artiste martial et une star de film d'action. Feilong est inspiré de Bruce Lee, que ce soit pour les mouvements, le background et certains traits physiques,,.

## Biographie
Feilong naît le 23 avril 1969, originaire de la ville de Hong Kong, il est la star montante du Kung-Fu. Il est harcelé par les sbires de l'organisation Shadaloo, qui aimeraient le forcer à rejoindre leurs rangs. Fei-Long pratique le Kung-Fu depuis l'âge de 6 ans, et a même créé son propre style, nommé Kung-Fu Hiten Ryū (飛天流カンフー). C'est l'un des quatre nouveaux personnages apparus dans Super Street Fighter II.
Feilong fait partie d'une longue lignée de personnages de jeu de combat fortement inspiré par Bruce Lee.
Dans Super Street Fighter II, son stage a été inspiré par le Tiger Balm Garden à Hong Kong. Son attaque la plus spectaculaire est le coup de pied volant du dragon également appelé "flame kick" dans le film animé où il tourne tellement vite et fort que sa jambe s'enflamme en frappant.

## Doublages
- Yūichi Nakamura - Street Fighter IV
- Kōsuke Toriumi - Street Fighter Alpha 3
- Kazuki Yao - Street Fighter 2 V
- Masakatsu Funaki - Street Fighter II, le film
- Matthew Mercer - Street Fighter IV
- Bryan Cranston  - Street Fighter II, le film
- Alain Marguerite - Street Fighter II, le film
- Nessym Guetat - Street Fighter 2 V